# 2014 FIFAワールドカップ・ヨーロッパ予選グループC
このページは、2014 FIFAワールドカップ・ヨーロッパ予選のグループCの結果をまとめたものである。このグループは、ドイツ、スウェーデン、アイルランド、オーストリア、フェロー諸島、カザフスタンの6カ国・地域からなる。
1位通過チームはそのまま2014 FIFAワールドカップ本大会出場が決まる。各グループ2位のチームのうち、成績上位の8チームを2チームずつ4組に分け、ホーム・アンド・アウェー方式で対戦を行う。各勝者が本大会出場権を得る。
なお、グループリーグ各組2位のチームの成績を比較する際、6チームが属するグループのチームについては、チーム数を合わせて比較するため、当該グループの最下位チームとの対戦戦績を除外する。

## 順位表
| チーム       | 勝点 | 試合 | 勝利 | 引分 | 敗戦 | 得点 | 失点 | 点差 |
| ------------ | ---- | ---- | ---- | ---- | ---- | ---- | ---- | ---- |
| ドイツ       | 28   | 10   | 9    | 1    | 0    | 36   | 10   | +26  |
| スウェーデン | 20   | 10   | 6    | 2    | 2    | 19   | 14   | +5   |
| オーストリア | 14   | 10   | 5    | 2    | 3    | 20   | 10   | +10  |
| アイルランド | 11   | 10   | 4    | 2    | 4    | 16   | 17   | -1   |
| カザフスタン | 5    | 10   | 1    | 2    | 7    | 6    | 21   | -15  |
| フェロー諸島 | 1    | 10   | 0    | 1    | 9    | 4    | 29   | -25  |

| チーム  | チーム       | AWAY       | AWAY             | AWAY             | AWAY             | AWAY             | AWAY             |
| チーム  | チーム       | ドイツの旗 | スウェーデンの旗 | オーストリアの旗 | アイルランドの旗 | カザフスタンの旗 | フェロー諸島の旗 |
| ------- | ------------ | ---------- | ---------------- | ---------------- | ---------------- | ---------------- | ---------------- |
| H O M E | ドイツ       | X          | 4-4              | 3-0              | 3-0              | 4-1              | 3-0              |
| H O M E | スウェーデン | 3-5        | X                | 2-1              | 0-0              | 2-0              | 2-0              |
| H O M E | オーストリア | 1-2        | 2-1              | X                | 1-0              | 4-0              | 6-0              |
| H O M E | アイルランド | 1-6        | 1-2              | 2-2              | X                | 3-1              | 3-0              |
| H O M E | カザフスタン | 0-3        | 0-1              | 0-0              | 1-2              | X                | 2-1              |
| H O M E | フェロー諸島 | 0-3        | 1-2              | 0-3              | 1-4              | 1-1              | X                |

## 競技日程と結果
競技日程は、2011年11月17・18の両日にドイツのフランクフルトで行われたミーティングによって決定された。2011年12月5日に国際サッカー連盟は、オーストリア対フェロー諸島の2試合の日程について認められないとし、新たに抽選をやり直した。
| 2012年9月7日 22:00 (UTC+6) |

| カザフスタン        | 1 - 2    | アイルランド                     |
| ヌルダウレトフ 37分 | レポート | キーン 89分 (pen.) · ドイル 90分 |

| アスタナ・アリーナ（アスタナ） 観客数: 12,384人 主審: イオヌト・アヴラム |

| 2012年9月7日 20:45 (UTC+2) |

| ドイツ                            | 3 - 0    | フェロー諸島 |
| ゲッツェ 28分 · エジル 54分, 72分 | レポート |              |

| ニーダーザクセンシュタディオン（ハノーファー） 観客数: 32,769人 主審: ロバート・マデン |

| 2012年9月11日 20:30 (UTC+2) |

| スウェーデン            | 2 - 0    | カザフスタン |
| エルム 36分 · ベリ 90分 | レポート |              |

| スウェドバンク・スタディオン（マルメ） 観客数: 20,414人 主審: セルギー・ボイコ |

| 2012年9月11日 20:35 (UTC+2) |

| オーストリア        | 1 - 2    | ドイツ                           |
| ユヌゾヴィッチ 57分 | レポート | ロイス 44分 · エジル 52分 (pen.) |

| エルンスト・ハッペル・シュターディオン（ウィーン） 観客数: 47,000人 主審: ビョルン・カイペルス |

| 2012年10月12日 22:00 (UTC+6) |

| カザフスタン | 0 - 0    | オーストリア |
|              | レポート |              |

| アスタナ・アリーナ（アスタナ） 観客数: 12,900人 主審: ボグナール・タマーシュ |

| 2012年10月12日 17:00 (UTC+1) |

| フェロー諸島          | 1 - 2    | スウェーデン                                    |
| バルドヴィンソン 57分 | レポート | カチャニクリッチ 65分 · イブラヒモヴィッチ 75分 |

| トースヴェリュール（トースハウン） 観客数: 5,079人 主審: アナスタシオス・シディロプロス |

| 2012年10月12日 19:45 (UTC+1) |

| アイルランド  | 1 - 6    | ドイツ                                                                       |
| キーオ 90+2分 | レポート | ロイス 32分, 40分 · エジル 55分 (pen.) · クローゼ 58分 · クロース 61分, 83分 |

| アビバ・スタジアム（ダブリン） 観客数: 49,850人 主審: ニコラ・リッツォーリ |

| 2012年10月16日 19:00 (UTC+1) |

| フェロー諸島    | 1 - 4    | アイルランド                                                                     |
| A.ハンセン 68分 | レポート | ウィルソン 46分 · ウォルターズ 53分 · ユスティヌセン 73分 (o.g.) · オディー 88分 |

| トースヴェリュール（トースハウン） 観客数: 4,400人 主審: ロレンツ・ジェミニ |

| 2012年10月16日 20:30 (UTC+2) |

| オーストリア                                        | 4 - 0    | カザフスタン |
| ヤンコ 24分, 63分 · アラバ 71分 · ハルニック 90+3分 | レポート |              |

| エルンスト・ハッペル・シュターディオン（ウィーン） 観客数: 43,000人 主審: ヤコブ・ケーレット |

| 2012年10月16日 20:45 (UTC+2) |

| ドイツ                                                 | 4 - 4    | スウェーデン                                                                  |
| クローゼ 8分, 15分 · メルテザッカー 39分 · エジル 56分 | レポート | イブラヒモヴィッチ 62分 · ルスティグ 64分 · エルマンデル 76分 · エルム 90+3分 |

| ベルリン・オリンピアシュタディオン（ベルリン） 観客数: 72,369人 主審: ペドロ・プロエンサ |

| 2013年3月23日 0:00 (UTC+6) |

| カザフスタン | 0 - 3    | ドイツ                              |
|              | レポート | ミュラー 20分, 74分 · ゲッツェ 22分 |

| アスタナ・アリーナ（アスタナ） 観客数: 29,300人 主審: アナスタシオス・カコス |

| 2013年3月22日 20:30 (UTC+1) |

| オーストリア                                                                                 | 6 - 0    | フェロー諸島 |
| ホジナー 8分, 20分 · イヴァンシッツ 28分 · ユヌゾヴィッチ 77分 · アラバ 78分 · ガリッチ 82分 | レポート |              |

| エルンスト・ハッペル・シュターディオン（ウィーン） 観客数: 24,200人 主審: オレクサンドル・デルド |

| 2013年3月22日 20:45 (UTC+1) |

| スウェーデン | 0 - 0    | アイルランド |
|              | レポート |              |

| フレンズ・アレーナ（ソルナ） 観客数: 49,436人 主審: アルベルト・ウンディアーノ |

| 2013年3月26日 20:45 (UTC+1) |

| ドイツ                                                | 4 - 1    | カザフスタン        |
| ロイス 23分, 90分 · ゲッツェ 27分 · ギュンドアン 32分 | レポート | シュミットガル 46分 |

| フランケンシュタディオン（ニュルンベルク） 観客数: 43,520人 主審: ハリス・ヨズカヒア |

| 2013年3月26日 19:45 (UTC+0) |

| アイルランド                     | 2 - 2    | オーストリア                    |
| ウォルターズ 25分 (pen.), 45+1分 | レポート | ハルニック 11分 · アラバ 90+2分 |

| アビバ・スタジアム（ダブリン） 観客数: 35,100人 主審: マリヨ・ストラホニャ |

| 2013年6月7日 20:45 (UTC+2) |

| オーストリア                     | 2 - 1    | スウェーデン      |
| アラバ 26分 (pen.) · ヤンコ 32分 | レポート | エルマンデル 82分 |

| エルンスト・ハッペル・シュターディオン（ウィーン） 観客数: 48,500人 主審: ジャンルカ・ロッキ |

| 2013年6月7日 19:45 (UTC+1) |

| アイルランド           | 3 - 0    | フェロー諸島 |
| キーン 5分, 56分, 81分 | レポート |              |

| アビバ・スタジアム（ダブリン） 観客数: 30,805人 主審: マッティアス・ゲストラニウス |

| 2013年6月11日 19:15 (UTC+2) |

| スウェーデン                         | 2 - 0    | フェロー諸島 |
| イブラヒモヴィッチ 35分, 82分 (pen.) | レポート |              |

| フレンズ・アレーナ（ソルナ） 観客数: 32,858人 主審: ニコライ・ヨルダノフ |

| 2013年9月6日 21:00 (UTC+6) |

| カザフスタン                                       | 2 - 1    | フェロー諸島        |
| ヌルダウレトフ 50分 (pen.) · フィノンチェンコ 64分 | レポート | ベンヤミンセン 23分 |

| アスタナ・アリーナ（アスタナ） 観客数: 9,000人 主審: ジョニー・カサノヴァ |

| 2013年9月6日 20:45 (UTC+2) |

| ドイツ                                        | 3 - 0    | オーストリア |
| クローゼ 33分 · クロース 51分 · ミュラー 88分 | レポート |              |

| アリアンツ・アレーナ（ミュンヘン） 観客数: 68,000人 主審: ミロラド・マジッチ |

| 2013年9月6日 19:45 (UTC+1) |

| アイルランド | 1 - 2    | スウェーデン                          |
| キーン 22分  | レポート | エルマンデル 33分 · スヴェンソン 57分 |

| アビバ・スタジアム（ダブリン） 観客数: 50,000人 主審: ダミル・スコミナ |

| 2013年9月10日 22:00 (UTC+6) |

| カザフスタン | 0 - 1    | スウェーデン           |
|              | レポート | イブラヒモヴィッチ 1分 |

| アスタナ・アリーナ（アスタナ） 観客数: 24,000人 主審: ミロスラフ・ゼリンカ |

| 2013年9月10日 20:45 (UTC+2) |

| オーストリア | 1 - 0    | アイルランド |
| アラバ 84分  | レポート |              |

| エルンスト・ハッペル・シュターディオン（ウィーン） 観客数: 48,500人 主審: オレガリオ・ベンケレンサ |

| 2013年9月10日 19:45 (UTC+1) |

| フェロー諸島 | 0 - 3    | ドイツ                                                   |
|              | レポート | メルテザッカー 23分 · エジル 74分 (pen.) · ミュラー 84分 |

| トースヴェリュール（トースハウン） 観客数: 4,118人 主審: ゲディミナス・マゼイカ |

| 2013年10月11日 18:00 (UTC+1) |

| フェロー諸島  | 1 - 1    | カザフスタン          |
| ハンソン 41分 | レポート | フィノンチェンコ 55分 |

| トースヴェリュール（トースハウン） 観客数: 1,870人 主審: ドゥミトル・ムンテアン |

| 2013年10月11日 20:45 (UTC+2) |

| ドイツ                                          | 3 - 0    | アイルランド |
| ケディラ 12分 · シュールレ 58分 · エジル 90+2分 | レポート |              |

| ラインエネルギーシュタディオン（ケルン） 観客数: 46,237人 主審: セルジュ・ギュミニー |

| 2013年10月11日 20:45 (UTC+2) |

| スウェーデン                            | 2 - 1    | オーストリア  |
| オルソン 56分 · イブラヒモヴィッチ 86分 | レポート | ハルニク 29分 |

| フレンズ・アレーナ（ソルナ） 観客数: 49,416人 主審: ジュネット・チャクル |

| 2013年10月15日 20:45 (UTC+2) |

| スウェーデン                               | 3 - 5    | ドイツ                                                    |
| ヒーセン 6分, 69分 · カチャニクリッチ 42分 | レポート | エジル 45分 · ゲッツェ 53分 · シュールレ 57分, 66分, 76分 |

| フレンズ・アレーナ（ソルナ） 観客数: 49,251人 主審: ウィリアム・コラム |

| 2013年10月15日 19:45 (UTC+1) |

| フェロー諸島 | 0 - 3    | オーストリア                                                 |
|              | レポート | イヴァンシッツ 16分 · プリョードル 64分 · アラバ 67分 (pen.) |

| トースヴェリュール（トースハウン） 観客数: 3,100人 主審: リラン・リアニー |

| 2013年10月15日 19:45 (UTC+1) |

| アイルランド                                              | 3 - 1    | カザフスタン  |
| キーン 17分 (pen.) · オシェイ 26分 · ショムコ 77分 (o.g.) | レポート | ショムコ 13分 |

| アビバ・スタジアム（ダブリン） 観客数: 21,700人 主審: ヴァディミス・ディレクトレンコ |